# Moulay Brahim
Moulay Brahim (arabiska: مولاي ابراهيم) är en ort i Marocko, som i folkräkningen räknas som stad i landskommunen med samma namn. Den ligger i provinsen Al Haouz och regionen Marrakech-Safi, 300 km söder om huvudstaden Rabat. Antalet invånare var 3 115 vid folkräkningen 2014.